# Ковсан, Михаил Леонидович
Михаил Леонидович Ковсан (род. 1 апреля 1951, Киев) — гебраист, литературовед, переводчик, прозаик, поэт.

## Биография
Родился 1 апреля 1951 г в г. Киев, СССР. Родители: Ковсан Леонид Михайлович (1928—2012), Резникова Дора Абрамовна (1930—2007).
Проживал в г. Киеве.
В 1974 г. закончил филологический факультет Киевского государственного педагогического института имени Максима Горького.
В 1975—1987 гг. старший научный сотрудник музея Книги и книгопечатания УССР.
В 1987—1990 гг. заведующий отделом Киевского музея А. С. Пушкина.
В 1991 г репатриировался в Израиль.
1994—2008 — преподаватель ряда дисциплин иудаизма в институте имени Соломона Шехтера (Мидрешет Иерушалаим).
В 1996 г. закончил четырёхлетний курс для учёных-гуманитариев института имени Гартмана (Иерусалим).
В 2000 г. окончил институт имени Соломона Шехтера (филиал Еврейской Теологической семинарии, США) по специальности исследователь иудаизма и получил звание раввина.
2000—2008 — раввин общины «Йовель» Консервативного движения Израиля, г. Иерусалим.
С 2009 г. занимается литературной работой.

## Переводы
- Книги ТАНАХа (с комментариями). Ганновер: «Библиотека еврейской старины»:
  - Теѓилим (Псалмы). 2012[5]
  - Притчи (Мишлей). Иов. 2012[6]
  - Пророки. Иешаяѓу, Ирмеяѓу, Иехезкэль. 2013, ISBN 978-1-291-39614-0[7]
  - Иеѓошуа. Судьи. 2013, ISBN 978-1-291-66133-0[8]
  - Шмуэль. Цари. 2014, ISBN 978-1-291-73751-6[9]
  - Учение (Тора). Вначале (Брешит). Имена (Шмот). 2015, ISBN 978-1-326-27515-0[10]
  - Учение (Тора). Воззвал (Ваикра). В пустыне (Бемидбар). Слова (Дварим). 2015, ISBN 978-1-326-27520-4[11]
  - Пророки. Двенадцать (Малые пророки). 2015, ISBN 978-1-326-19142-9[12]
  - Свитки. Даниэль. Эзра. Нехемья. Повести лет[13]. 2016, ISBN 978-1-326-53786-9[14]
- А. Шинан. Свиток Катастрофы. Иерусалим: и-т им. С. Шехтера, 2006, ISBN 965-7105-37-4[15]

## Другие издания
- Имя в ТАНАХе: Религиозно-философский смысл и литературное значение. Иерусалим, 1996.[16]
- Иерушалаим в еврейской традиции. Иерусалим, 1999.[17]
- Смерть и рождение рабби Акивы. Иерусалим: Институт им. С. Шехтера, Мидрешет Иерушалаим, 2002.[18]
- Время рождаться и время умирать: Законы траура в еврейской традиции — их смысл и значение для наших современников (в соавторстве с раввином И. Кляйном, раввином, проф. Д. Голинкиным). Иерусалим: Институт исследования и распространения Галахи при Институте изучения иудаизма им. С. Шехтера, 2004.[19]
- Госпожа премьер-министр. Сутки из жизни женщины. Похороны Святого, благословен Он, 2008, Иерусалим.[19]
- И вернутся к людям их имена. Кровь или Жила-была Ася. Боль. (романы) Ганновер: Общество любителей еврейской старины, 2012.[20]
- Ломкая память. Екатеринбург: Евдокия, 2015, ISBN 978-1-329-29548-3[21]
- Non omnis moriar. Екатеринбург: Евдокия, 2015, ISBN 978-1-329-55928-8[22]
- Шарабан. Книга сонетов. Ганновер: Семь искусств, 2017, ISBN 978-0-244-64271-6[23]